# Boletín Oficial de la Junta de Andalucía
El Boletín Oficial de la Junta de Andalucía (BOJA) es el diario oficial de la Junta de Andalucía. Contiene, además las leyes realizadas por el Parlamento de Andalucía, las disposiciones generales del Gobierno andaluz. Publicó su primera edición el 11 de agosto de 1979.
En años anteriores la publicación se efectuaba martes, jueves y sábados, sin embargo, a partir de 2003 el BOJA es publicado todos los días de lunes a viernes, exceptuando los días festivos. Como excepción, pueden publicarse números extraordinarios en otros días.
La publicación del BOJA recae sobre la Consejería de Presidencia de la Junta de Andalucía, mediante el Servicio de Publicaciones y BOJA.
El BOJA se puede adquirir mediante suscripción anual o en librerías colaboradoras. Para numerar los boletines se emplea el nº 1 al principio de cada año. En excepciones puede haber boletines extraordinarios, en los cuales se utilice una numeración independiente, tanto en número de página como de boletín.
Según el artículo el reglamento del Boletín Oficial de la Junta de Andalucía, únicamente los textos publicados en la edición impresa tienen carácter auténtico y validez oficial. En cuanto a la versión digital, no se garantiza que reproduzca exactamente el texto adoptado oficialmente.